# Hiroyuki Kikuchi
Hiroyuki Kikuchi (菊池寛幸?, Kikuchi Hiroyuki; Kyoto, 8 marzo 1965) è un pilota motociclistico giapponese ritiratosi dall'attività agonistica.

## Carriera
Per quanto riguarda le competizioni del motomondiale, esordisce nel 1988, quale wild card nel Gran Premio motociclistico del Giappone della classe 250 con una Honda. Nel 1994 corre una seconda volta solamente nel Gran Premio di casa della classe 125, mentre la stagione successiva la corre completamente.
Nel motomondiale 1998 partecipa a 6 gare, sempre senza cambiare classe, concludendo 15º in campionato e conquistando il suo unico podio iridato, in occasione del Gran Premio di Madrid. Nel 2000 e nel 2001 ritorna nuovamente ad essere wild card nel GP svolto in Giappone. L'ultima sua presenza, conclusa con un ritiro, è avvenuta al Gran Premio motociclistico della Repubblica Ceca 2003.
Maggiori e più continuative sono state le sue presenze nella classe 125 del campionato nazionale giapponese, dove è riuscito a laurearsi tre volte campione, nel 2005, 2008 e 2009.

## Risultati nel motomondiale
| 1988 | Classe | Moto  |    |  |  |  |  |  |  |  |  |  |  |  |  |  |  |  | Punti | Pos. |
| ---- | ------ | ----- | -- |  |  |  |  |  |  |  |  |  |  |  |  |  |  |  | ----- | ---- |
| 1988 | 250    | Honda | 11 |  |  |  |  |  |  |  |  |  |  |  |  |  |  |  | 5     | 35º  |

| 1994 | Classe | Moto  |  |  |     |  |  |  |  |  |  |  |  |  |  |  |  |  | Punti | Pos. |
| ---- | ------ | ----- |  |  | --- |  |  |  |  |  |  |  |  |  |  |  |  |  | ----- | ---- |
| 1994 | 125    | Honda |  |  | Rit |  |  |  |  |  |  |  |  |  |  |  |  |  | 0     |      |

| 1995 | Classe | Moto  |    |    |     |    |     |    |    |    |    |    |     |    |    |  |  |  | Punti | Pos. |
| ---- | ------ | ----- | -- | -- | --- | -- | --- | -- | -- | -- | -- | -- | --- | -- | -- |  |  |  | ----- | ---- |
| 1995 | 125    | Honda | 21 | 25 | Rit | 21 | Rit | 24 | 16 | 21 | 17 | 21 | Rit | 23 | 20 |  |  |  | 0     |      |

| 1998 | Classe | Moto  |   |  |  |  |  |   |    |    |   |   |    |  |  |  |  |  | Punti | Pos. |
| ---- | ------ | ----- | - |  |  |  |  | - | -- | -- | - | - | -- |  |  |  |  |  | ----- | ---- |
| 1998 | 125    | Honda | 7 |  |  |  |  | 3 | 13 | 15 | 4 | 7 | NP |  |  |  |  |  | 51    | 15º  |

| 2000 | Classe | Moto  |  |  |    |  |  |  |  |  |  |  |  |  |  |  |  |  | Punti | Pos. |
| ---- | ------ | ----- |  |  | -- |  |  |  |  |  |  |  |  |  |  |  |  |  | ----- | ---- |
| 2000 | 125    | Honda |  |  | 14 |  |  |  |  |  |  |  |  |  |  |  |  |  | 2     | 29º  |

| 2001 | Classe | Moto  |    |  |  |  |  |  |  |  |  |  |  |  |  |  |  |  | Punti | Pos. |
| ---- | ------ | ----- | -- |  |  |  |  |  |  |  |  |  |  |  |  |  |  |  | ----- | ---- |
| 2001 | 125    | Honda | 15 |  |  |  |  |  |  |  |  |  |  |  |  |  |  |  | 1     | 32º  |

| 2003 | Classe | Moto  |  |  |  |  |  |  |  |  |  |     |  |  |  |  |  |  | Punti | Pos. |
| ---- | ------ | ----- |  |  |  |  |  |  |  |  |  | --- |  |  |  |  |  |  | ----- | ---- |
| 2003 | 125    | Honda |  |  |  |  |  |  |  |  |  | Rit |  |  |  |  |  |  | 0     |      |

| Legenda | 1º posto        | 2º posto            | 3º posto            | A punti      | Senza punti        | Grassetto – Pole position Corsivo – Giro più veloce |
| Legenda | Gara non valida | Non qual./Non part. | Ritirato/Non class. | Squalificato | '-' Dato non disp. | Grassetto – Pole position Corsivo – Giro più veloce |